# Kaolang Forest Park
Der Kaolang Forest Park ist ein Waldgebiet im westafrikanischen Staat Gambia.

## Topographie
Das ungefähr 7,6 mal 3,8 Kilometer große Gebiet der Baumsavanne ist typisch für die Sudanzone. Es liegt in der Central River Region, in den Distrikten Niamina East und Fulladu West. Es liegt zu beiden Seiten der South Bank Road, Gambias wichtigster Fernstraße, entlang dem Streckenabschnitt zwischen den Orten Soma und Brikama Ba. Der Kaolang Forest Park liegt ungefähr zwölf Kilometer vor Brikama Ba und acht Kilometer nach dem Ort Kundang.
In der Trockenzeit ist der Baumbestand regelmäßig von Buschfeuer bedroht.